# Moe Kuresa
Moe Kuresa (7 gennaio 1991) è un calciatore samoano americano, centrocampista della Nazionale di calcio delle Samoa Americane.

## Carriera

### Club
Tra il 2015 ed il 2021 ha giocato nell'American Samoa Community College.

### Nazionale
Tra il 2011 ed il 2015 ha giocato 6 partite in nazionale, 2 delle quali nelle qualificazioni ai Mondiali del 2018.